# Kandahar (huyện)
Kandahar là một huyện thuộc tỉnh Kandahar, Afghanistan. Dân số thời điểm năm 1999 là 445,104 người.